# Dryomys nitedula
Dryomys nitedula är en art i familjen sovmöss som förekommer från centrala Europa till centrala Asien.
Artepitetet i det vetenskapliga namnet är det latinska ordet nitedula (hasselmus).

## Kännetecken
Arten är liten jämförd med andra sovmöss och har medelstora öron och ögon samt en yvig svans. Kroppslängden ligger mellan 80 och 113 mm, svanslängden mellan 73 och 119 mm och öronens längd mellan 10 och 15 mm. De bakre fötterna är 19 till 24 mm långa.
Pälsens färg på ovansidan varierar mellan rödbrun, gulaktig, brun och grå. Undersidan är ljusgrå med gula skuggor och mellan färgen finns en tydlig gräns. En mera otydlig svart markering i ansiktet sträcker sig från nosen kring ögonen till öronen. Svansen är vanligen enfärgade grå och har ibland en vit spets. Hårens längd ökar från svansroten till spetsen.

## Utbredning och habitat
Utbredningsområdet sträcker sig över större delar av den södra palearktiska regionen men populationens fördelning över regionen är ojämn. Arten förekommer från östra Schweiz österut mot södra Uralbergen men undviker stäpper i Ukraina och sydvästra Ryssland. En annan strimma av utbredningsområdet sträcker sig över Turkiet, norra Iran, Afghanistan och södra Kazakstan till Mongoliet. Den nordligaste populationen lever i Baltikum och den sydligaste i norra Israel respektive centrala Pakistan.
Habitatet utgörs främst av lövskogar men arten förekommer även i blandskog, barrskog, buskmark och anläggningar med fruktträd.

## Levnadssätt
Individerna är nästan uteslutande aktiva på natten. De bygger klotformiga bon som anläggs i trädens håligheter, i fågelholk, i gamla fågelbon, i bergssprickor eller gömd bland den täta undervegetationen. Jämförd med andra sovmöss vistas den mera på marken men största delen av livet klättrar arten i träd. Dryomys nitedula är allätare och livnär sig bland annat av insekter, små ryggradsdjur, ägg, frukter och frön.
Parningen sker vanligen mellan april och juni, i norra trakter något senare. Hos populationer i norra trakter förekommer bara en kull per år hos sydliga populationer två till tre kullar. Per kull föds 2 till 7 ungar, i genomsnitt 4. Vid födelsen är ungarna blinda och väger bara 2 gram. De öppnar ögonen efter 16 till 18 dagar och de avvänjas efter cirka tre veckor. Fyra till fem veckor efter födelsen är ungarna självständiga men könsmognaden infaller först under andra levnadsåret. Vilda individer blir vanligen två år gamla, i undantagsfall upp till fyra år.
I norra delar av utbredningsområdet håller Dryomys nitedula från oktober till april vinterdvala, i södra regioner är tiden som djuret går i ide kortare och i de sydligaste områden som Israel förekommer ibland ingen vinterdvala alls.

## Hot
För arten är inga allvarliga hot kända men i Europa öster om Ryssland är Dryomys nitedula mera sällsynt än i övriga delar av utbredningsområdet. IUCN listar djuret som livskraftig (least concern).